# 米沢高等女学校事件

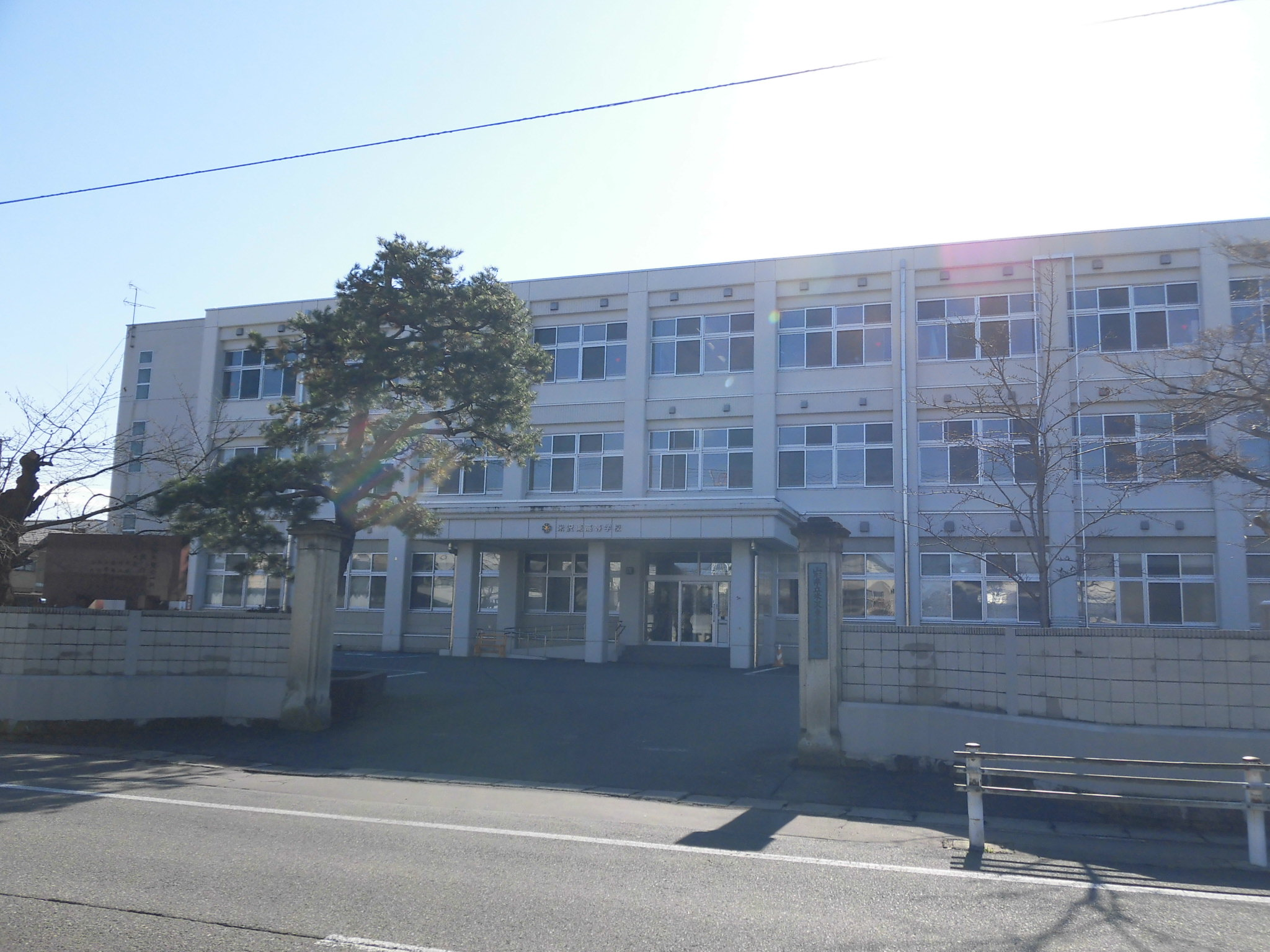
山形県立米沢東高等学校（山形県立米沢高等女学校の後身）

米沢高等女学校事件（よねざわこうとうじょがっこうじけん）は、1927年（昭和2年）に発覚した性風俗事件である。山形県米沢市にあった山形県立米沢高等女学校（現在の山形県立米沢東高等学校）の女子生徒が、報酬を得て市内の写真館の主人にコスプレ写真やヌード写真を撮らせていた。

## 事件の概要
山形県立米沢高等女学校（現在の山形県立米沢東高等学校）は、1898年（明治31年）に開校した高等女学校である。特に言葉遣いや礼儀作法などの厳しい生活指導で知られ、一方で情操教育やスポーツにも力を入れており、歴史と伝統を誇る置賜地方の女子教育の中心校であった。
事件は、1927年（昭和2年）5月14日に発覚した。写真館の主人の依頼を受けた女子生徒が、報酬を得て男装や聖母マリアのコスプレ写真のモデルとなっていたことが明らかとなったのである。当時の全校生徒750名のうち200名以上が関わっていたとも言われるが、詳細は不明である。このうち、眼科医の令嬢は、私立大学卒の初任給が70～80円であった時代に、30円の報酬で全裸のヌード写真を撮らせていた。